# Kosuke Yamamoto
Kosuke Yamamoto (山本 康裕 Yamamoto Kosuke?), född 29 oktober 1989 i Shizuoka prefektur, är en japansk fotbollsspelare.
Yamamoto började sin karriär 2006 i Júbilo Iwata. Med Júbilo Iwata vann han japanska ligacupen 2010. 2014 blev han utlånad till Albirex Niigata. Han spelade 53 ligamatcher för klubben. Han gick tillbaka till Júbilo Iwata 2016.